# Consalvo Dell'Arti
Consalvo Dell'Arti (Brindisi, 21 gennaio 1914 – 30 novembre 2005) è stato un attore italiano.

## Biografia
A partire dall'inizio degli anni sessanta, è uno dei più prolifici attori caratteristi del cinema italiano. Partecipa ad un numero notevole di film, arrivando anche a dieci/quindici all'anno. Ha recitato in ruoli molto spesso minimi, che non gli hanno consentito di raggiungere la celebrità. Attore dalla voce melodica e ben impostata, appare in pochi film degni di nota. Continua a recitare sino alla metà degli  anni settanta, per poi ritirarsi a vita privata, salvo alcune sporadiche apparizioni negli anni novanta, come in Io speriamo che me la cavo del 1992 e Ninfa plebea del 1996.

## Filmografia

### Cinema
- L'assedio di Siracusa, regia di Pietro Francisci (1960)
- Il principe fusto, regia di Maurizio Arena (1960)
- Psycosissimo, regia di Steno (1961) – non accreditato
- Pugni pupe e marinai, regia di Daniele D'Anza (1961)
- Cacciatori di dote, regia di Mario Amendola (1961)
- Maurizio, Peppino e le indossatrici, regia di Filippo Walter Ratti (1961)
- Le italiane e l'amore, regia di Francesco Maselli, episodio Le adolescenti e l'amore (1961)
- I masnadieri, regia di Mario Bonnard (1961)
- Romolo e Remo, regia di Sergio Corbucci (1961)
- Il mantenuto, regia di Ugo Tognazzi (1961)
- Nerone '71, regia di Enzo Di Gianni (1962)
- Totò diabolicus, regia di Steno (1962)
- I pianeti contro di noi, regia di Romano Ferrara (1962)
- Il criminale, regia di Marcello Baldi (1962)
- La cuccagna, regia di Luciano Salce (1962)
- Dieci italiani per un tedesco (Via Rasella), regia di Filippo Walter Ratti (1962)
- Lo smemorato di Collegno, regia di Sergio Corbucci (1962)
- Ursus gladiatore ribelle, regia di Domenico Paolella (1962)
- I motorizzati, regia di Camillo Mastrocinque (1962)
- La ballata dei mariti, regia di Fabrizio Taglioni (1963)
- Giacobbe, l'uomo che lottò con Dio, regia di Marcello Baldi (1963)
- Le monachine, regia di Luciano Salce (1963)
- La vergine di Norimberga, regia di Antonio Margheriti (1963)
- L'eroe di Babilonia, regia di Siro Marcellini (1963)
- La vendetta dei gladiatori, regia di Luigi Capuano (1964)
- Gli indifferenti, regia di Citto Maselli (1964)
- Il giovedì, regia di Dino Risi (1964)
- Maciste alla corte dello Zar, regia di Tanio Boccia (1964)
- Un mostro e mezzo, regia di Steno (1964)
- In ginocchio da te, regia di Ettore Maria Fizzarotti (1964)
- Il piombo e la carne, regia di Marino Girolami (1964)
- Il gladiatore che sfidò l'impero, regia di Domenico Paolella (1965)
- Due marines e un generale, regia di Luigi Scattini (1965)
- Agente S03 operazione Atlantide, regia di Domanico Paolella (1965)
- Gli amanti latini, regia di Mario Costa (1965)
- Come inguaiammo l'esercito, regia di Lucio Fulci (1965)
- I grandi condottieri, regia di Marcello Baldi e Francisco Pérez-Dolz (1965)
- La fabbrica dei soldi, regia di Riccardo Pazzaglia, Juan Estelrich e Jean-Claude Roy (1966)
- Thompson 1880, regia di Guido Zurli (1966)
- El Cisco, regia di Sergio Bergonzelli (1966)
- Perdono, regia di Ettore Maria Fizzarotti (1966)
- Le stagioni del nostro amore, regia di Massimo Franciosa (1966)
- Uccidete Johnny Ringo, regia di Gianfranco Baldanello (1966)
- Missione apocalisse, regia di Guido Malatesta (1966)
- Delitto quasi perfetto, regia di Mario Camerini (1966)
- Ray Master l'inafferrabile, regia di Vittorio Sala (1966)
- Kriminal, regia di Umberto Lenzi (1966)
- I barbieri di Sicilia, regia di Marcello Ciorciolini (1967)
- Arabella, regia di Mauro Bolognini (1967)
- Il tigre, regia di Dino Risi (1967)
- Una ragazza tutta d'oro, regia di Mariano Laurenti (1967)
- Killer Kid, regia di Leopoldo Savona (1967)
- Il ragazzo che sapeva amare, regia di Enzo Dell'Aquila (1967)
- L'assalto al centro nucleare, regia di Mario Caiano (1967)
- Arrriva Dorellik, regia di Steno (1967)
- Nel sole, regia di Aldo Grimaldi (1967)
- Chimera, regia di Ettore Maria Fizzarotti (1968)
- I 2 deputati, regia di Giovanni Grimaldi (1968)
- Se vuoi vivere... spara!, regia di Sergio Garrone (1968)
- Brutti di notte, regia di Giovanni Grimaldi (1968)
- Uno straniero a Paso Bravo, regia di Guido Zurlì (1968)
- Don Chisciotte e Sancio Panza, regia di Giovanni Grimaldi (1968)
- L'oro del mondo, regia di Aldo Grimaldi (1968)
- Sigpress contro Scotland Yard, regia di Guido Zurlì (1968)
- Straziami ma di baci saziami, regia di Dino Risi (1968)
- Gungala la pantera nuda, regia di Ruggero Deodato (1968)
- 3 Supermen a Tokio, regia di Bitto Albertini (1968)
- El Zorro, regia di Guido Zurlì (1968)
- Puro siccome un angelo papà mi fece monaco... di Monza, regia di Giovanni Grimaldi (1969)
- Indovina chi viene a merenda?, regia di Marcello Ciorciolini (1969)
- C'era una volta un gangster, regia di Marco Masi (1969)
- E venne il giorno dei limoni neri, regia di Camillo Bazzoni (1970)
- Una spada per Brando, regia di Alfio Caltabiano (1970)
- Ma chi t'ha dato la patente?, regia di Nando Cicero (1970)
- Angeli senza paradiso, regia di Ettore Maria Fizzarotti (1970)
- Il trapianto, regia di Steno (1970)
- Le inibizioni del dottor Gaudenzi, vedovo, col complesso della buonanima, regia di Giovanni Grimaldi (1971)
- Il sergente Klems, regia di Sergio Grieco (1971)
- Armiamoci e partite!, regia di Nando Cicero (1971)
- La violenza: quinto potere, regia di Florestano Vancini (1972)
- Terza ipotesi su un caso di perfetta strategia criminale, regia di Giuseppe Vari (1972)
- Il coltello di ghiaccio, regia di Umberto Lenzi (1972)
- Li chiamavano i tre moschettieri... invece erano quattro, regia di Silvio Amadio (1973)
- Bella, ricca, lieve difetto fisico, cerca anima gemella, regia di Nando Cicero (1973)
- Farfallon, regia di Riccardo Pazzaglia (1974)
- Carnalità, regia di Alfredo Rizzo (1974)
- Xiangang xiao jiao fu, regia di See-Yuen Ng (1974)
- L'eredità dello zio buonanima, regia di Alfonso Brescia (1974)
- Anno uno, regia di Roberto Rossellini (1974)
- La missione del mandrillo, regia di Guido Zurlì (1975)
- La nuora giovane, regia di Luigi Russo (1975)
- Roma violenta, regia di Marino Girolami (1975)
- Che botte ragazzi!, regia di Bitto Albertini (1975)
- La dottoressa del distretto militare, regia di Nando Cicero (1976)
- La linea del fiume, regia di Aldo Scavarda (1976)
- Pronto ad uccidere, regia di Franco Prosperi (1976)
- Io speriamo che me la cavo, regia di Lina Wertmüller (1992)
- Ninfa plebea, regia di Lina Wertmüller (1996)

### Televisione
- La cittadella, regia di Anton Giulio Majano – miniserie TV (1964)
- I miserabili, regia di Sandro Bolchi – miniserie TV (1964)
- I grandi camaleonti, regia di Edmo Fenoglio – miniserie TV (1964)
- La donna di fiori, regia di Anton Giulio Majano – miniserie TV (1965)
- Vita di Dante, regia di Vittorio Cottafavi – miniserie TV (1965)
- Le avventure di Laura Storm – serie TV (1966)
- Il conte di Montecristo, regia di Edmo Fenoglio – miniserie TV (1966)
- Caravaggio, regia di Silverio Blasi – miniserie TV (1967)
- L'affare Dreyfus, regia di Leandro Castellani – miniserie TV (1968)
- I racconti del maresciallo, regia di Mario Soldati – miniserie TV (1968)
- Le inchieste del commissario Maigret – serie TV (1968)
- Il triangolo rosso – serie TV (1969)
- La lotta dell'uomo per la sua sopravvivenza, regia di Renzo Rossellini (1970)
- All'ultimo minuto – serie TV (1972)
- Qui squadra mobile – serie TV (1973)
- Un certo Marconi, regia di Sandro Bolchi – film TV (1974)
- Dr. med. Mark Wedmann - Detektiv inbegriffen, regia di Alfredo Medori (1974)
- Rosso veneziano, regia di Marco Leto – miniserie TV (1976)
- Lo scandalo della Banca Romana, regia di Luigi Perelli – miniserie TV (1977)
- Il furto della Gioconda, regia di Renato Castellani – miniserie TV (1978)
- La vedova e il piedipiatti, regia di Mario Landi – miniserie TV (1979)
- Bel Ami, regia di Sandro Bolchi – miniserie TV (1979)

## Prosa televisiva Rai
- Santa Caterina da Siena di Gherardo Gherardi, regia di Giulio Pacuvio, trasmessa il 23 settembre 1957.
- I discorsi di Lista contro Eratostene, regia di Renzo Giovampietro, trasmessa il 19 novembre 1964.
- La donna di fiori, miniserie televisiva con il tenente Sheridan, regia di Anton Giulio Majano, trasmessa nel 1965.
- I corvi, regia di Sandro Bolchi, trasmessa il 7 gennaio 1969.
- L'amica delle mogli di Luigi Pirandello, regia di Giorgio De Lullo, trasmessa il 21 aprile 1970.
- Roma di Aldo Palazzeschi, regia di Enrico Colosimo, trasmessa il 12 luglio 1974.